# TM Network
I TM Network (ティーエム・ネットワーク) sono un gruppo musicale giapponese pop/rock. I membri sono Tetsuya Komuro (tastierista), Takashi Utsunomiya (voce) e Naoto Kine (chitarrista). All'uscita del loro singolo Get Wild nel 1987, la loro musica divenne popolare in Giappone come "Canzoni pop futuristiche al sintetizzatore".
Sono considerati il prototipo del J-pop, in quanto Tetsuya Komuro negli anni '90 divenne un famoso produttore di cantanti dance di questo stile. Comunque, il loro album del 2000 Major Turn-Round è stato influenzato dal rock progressivo.

## Storia
Ai tempi delle scuole superiori erano membri di un gruppo chiamato Speedway. In seguito formarono i TM Network. 
Si ritiene comunemente che il loro nome stia per "Time Machine Network", come dichiarò Tetsuya Komuro stesso, nel 1984, durante lo show  LiveG. Nonostante ciò, il 6 settembre 2006, in un episodio di Trivia no Izumi, sostennero che TM in realtà stesse per Tama, il quartiere di Tokyo dal quale provenivano.
Il 22 agosto 1983 i TM Network presero parte al The Fresh Sounds Contest (フレッシュサウンズコンテスト), sponsorizzato da Coca-Cola e trasmesso dalla TBS, dove suonarono il brano 1974. Questo fu il loro primo passo verso la registrazione di un album.
Le loro prime incisioni furono il singolo Kin'youbi no lion e l'album Rainbow Rainbow del 21 aprile 1984.
Inizialmente si fecero conoscere solo nel Hokkaidō, ma dopo i successi di Self Control, Get Wild, Beyond the Time ed altri singoli, riuscirono a diventare uno dei gruppi rock più popolari in tutto il Giappone. In particolare si fecero apprezzare per il brano Get Wild del 1987, usata come prima sigla di chiusura di City Hunter, che spopolò non solo fra gli appassionati di Anime, e poi reinterpretata nel tempo da altri cantanti (pop e non) in svariate cover. Anche Beyond the Time del 1988, fu usato come sigla di chiusura del film anime Mobile Suit Gundam: Il contrattacco di Char. Entrambi i pezzi aumentarono la notorietà del gruppo, al punto da ospitare importanti musicisti come supporter nei loro spettacoli dal vivo, quali Tak Matsumoto (B'z), Daisuke Asakura ed altri.
Nel 1990 cambiarono il loro nome in TMN. Nel 1994 si divisero con relativo ultimo concerto. Si riunirono col vecchio nome di TM Network nel 1999.

## Membri
- Tetsuya Komuro (小室哲哉 Komuro Tetsuya, nato il 27 novembre 1958 a Fuchū, Tokyo) tastiere, cori, musica, testi, arrangiamento, produzione.
- Takashi Utsunomiya (宇都宮隆 Utsunomiya Takashi, nato il 25 ottobre 1957) voce solista, cori.

Attivo anche come solista. Inoltre ha recitato nel musical Rent in Giappone.
- Naoto Kine (木根尚登 Kine Naoto, nato il 26 settembre 1957) chitarra, piano, armonica, cori, musica.

Attivo anche come cantautore solista. Inoltre ha scritto romanzi e altri libri.

## Discografia

### Singoli
1. Kinyōbi no lion (金曜日のライオン?, let. "Leone del venerdì"): Take It To The Lucky (1984)
2. 1974 (1984)
3. Accident (1985)
4. Dragon The Festival (Zoo Mix) (1985)
5. Your Song ("D"Mix) (sigla di "Vampire Hunter D" 1985) (1985)
6. Come On Let's Dance (This Is The Fanks Dyna-Mix) (1986)
7. Girl (1986)
8. All-Right All-Night (No Tears No blood) (1986)
9. Self Control (1987)
10. Get Wild (prima sigla di chiusura dell'anime "City Hunter") (1987)
11. Kiss You (1987)
12. Resistance (sigla della serie TV "Thrilling rock n roll street") (1988)
13. Beyond the Time ~Beyond the Möbius Universe~ (BEYOND THE TIME 〜メビウスの宇宙を越えて〜?, Beyond the Time 〜Mebiusu no Sora wo Koete〜) (tema di Mobile Suit Gundam: Il contrattacco di Char) (1988)
14. Seven Days War (1988)
15. Come On Everybody (1988)
16. Just One Victory / Still Love Her (sigla finale dell'anime "City Hunter 2") (1989)
17. Come On Everybody (con Nile Rodgers) (1989)
18. Kiss You (Kiss Japan) (1989)
19. Get Wild '89 (1989)
20. Dive Into Your Body (1989)
21. The Point Of Lovers' Night (1990)
22. Time To Count Down (1990)
23. Rhythm Red Beat Black (1990)
24. Rhythm Red Beat Black (Version 2.0) / Rhythm Red Beat Black (Version 300000000000) by Denki Groove (1991)
25. Love Train / We Love The Earth (1991)
26. Wild Heaven (1991)
27. Ichizu na Koi (一途な恋?) (1993)
28. Nights Of The Knife (1994)
29. Get Wild Decade Run / It's Gonna Be Alright (Verdy Kawasaki 1st stage support song) (1999)
30. 10 Years After (Verdy Kawasaki 2nd stage support song) (1999)
31. Happiness×3 Loneliness×3 (1999)
32. Message (2000)
33. Ignition, Sequence, Start (2000)
34. We Are Starting Over (2000)
35. Castle In The Clouds (2002)
36. Network TM (2004)
37. Welcome Back 2 (2007)
38. I Am (2012)
39. Loud (2014)

### Album originali
1. Rainbow Rainbow (1984)
2. Childhood's End (1985)
3. Twinkle Night (Mini Album) (1985)
4. Gorilla (1986)
5. Self Control (1987)
6. humansystem (1987)
7. Carol -A Day In A Girl's Life 1991- (1988)
8. Rhythm Red (1990)
9. Expo (1991)
10. Major Turn-Round (2000)
11. Network TM -Easy Listening- (2004)
12. Speedway (2007)
13. Quit30 (2014)

### Album remix
1. Dress (1989)
2. Tmn Classix 1 (1993)
3. Tmn Classix 2 (1993)
4. Dress2 (2014)

### Video
1. Vision Festival
2. "BEE" Presents TM Visions
3. Fanks "Fantasy" Dyna-Mix
4. Self Control and the Scenes from "the Shooting"
5. Gift for Fanks Video since 1985–1988
6. Fanks the Live 1 Fanks Cry-Max
7. Fanks the Live 2 Kiss Japan Dancing Dyna-Mix
8. Fanks the Live 3 Camp Fanks!! '89
9. Fanks the Live 4 (For Not Sale)
10. Carol the Live
11. Rhythm Red Beat Black
12. Rhythm Red Live World's End I / II
13. Expo Arena Final
14. Final Live Last Groove 5.18
15. Final Live Last Groove 5.19
16. Decade (TM Network 1984–1994)
17. Live Tour Major Turn-Round 1
18. Live Tour Major Turn-Round 2
19. Live Tour Major Turn-Round 3 (For Not Sale)
20. TM Network Tribute Live 2003
21. Live in Naeba'03 -Formation Lap-
22. TM Network Double-Decade Tour "Network"
23. All the Clips
24. Spin Off from TM -Tribute Live 2005–
25. Spin Off from TM −8 songs, and more.-
26. Spin Off from TM 2007 -Tribute Live III
27. TM Network -Remaster- at Nippon Budokan 2007
28. Incubation Period
29. Final Mission -Start Investigation-
30. TM Network 30th 1984~ The Beginning of the End
31. TM Network 30th 1984~ Quit30 Huge Data
32. 30th Final
33. TM Network 2012-2015 (Blu-ray Box)

## Videogiochi
- TM Network: Live in Power Bowl, distribuito nel 1989 dalla Famicom